# Близнюки

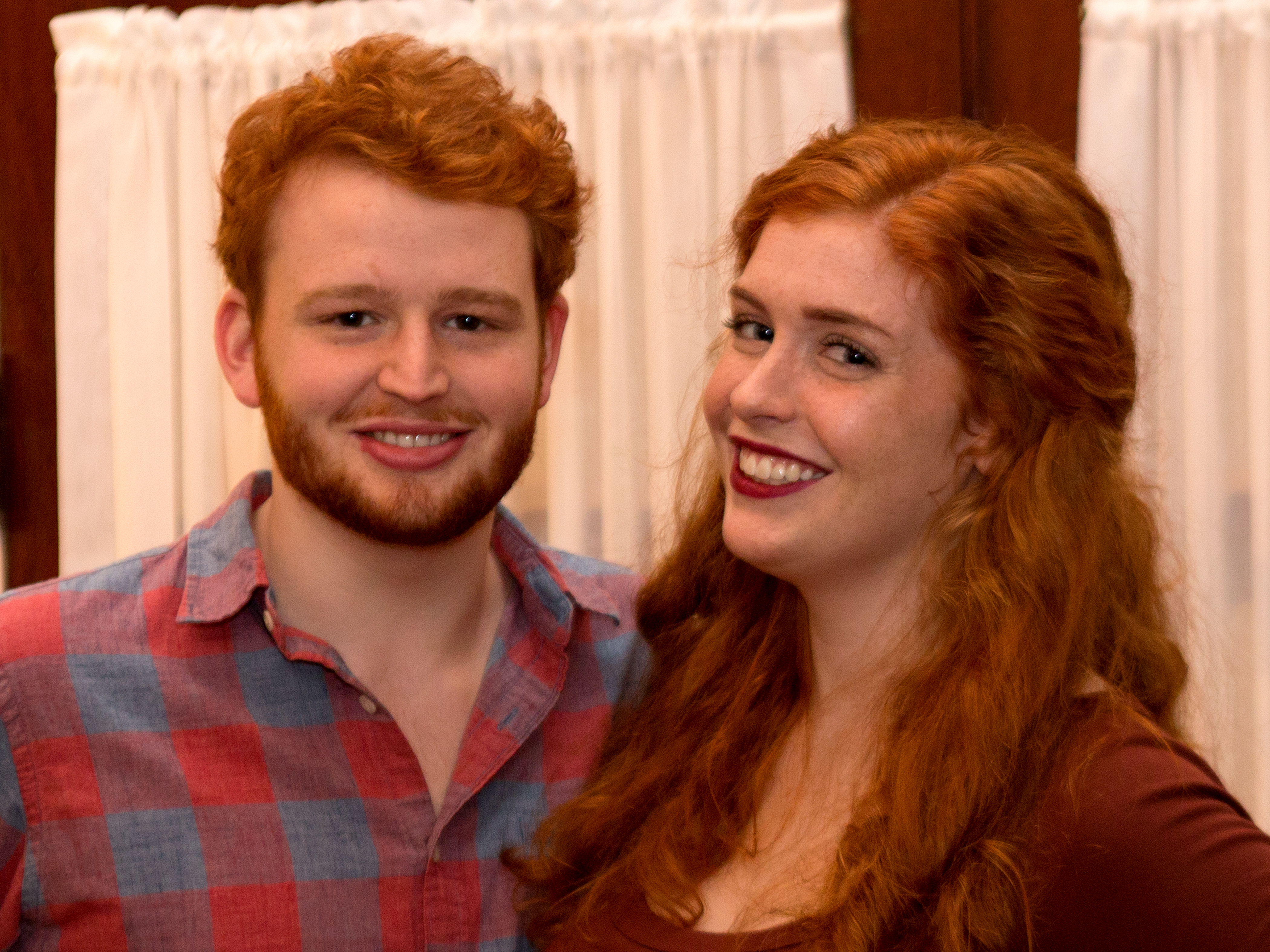
Брат та сестра-близнята

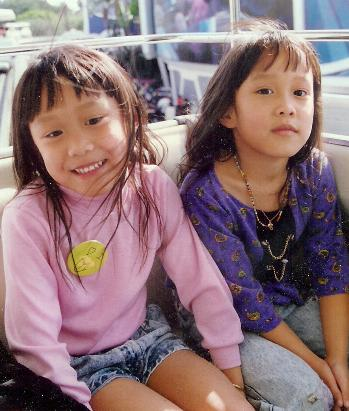
Кхмерські близнята

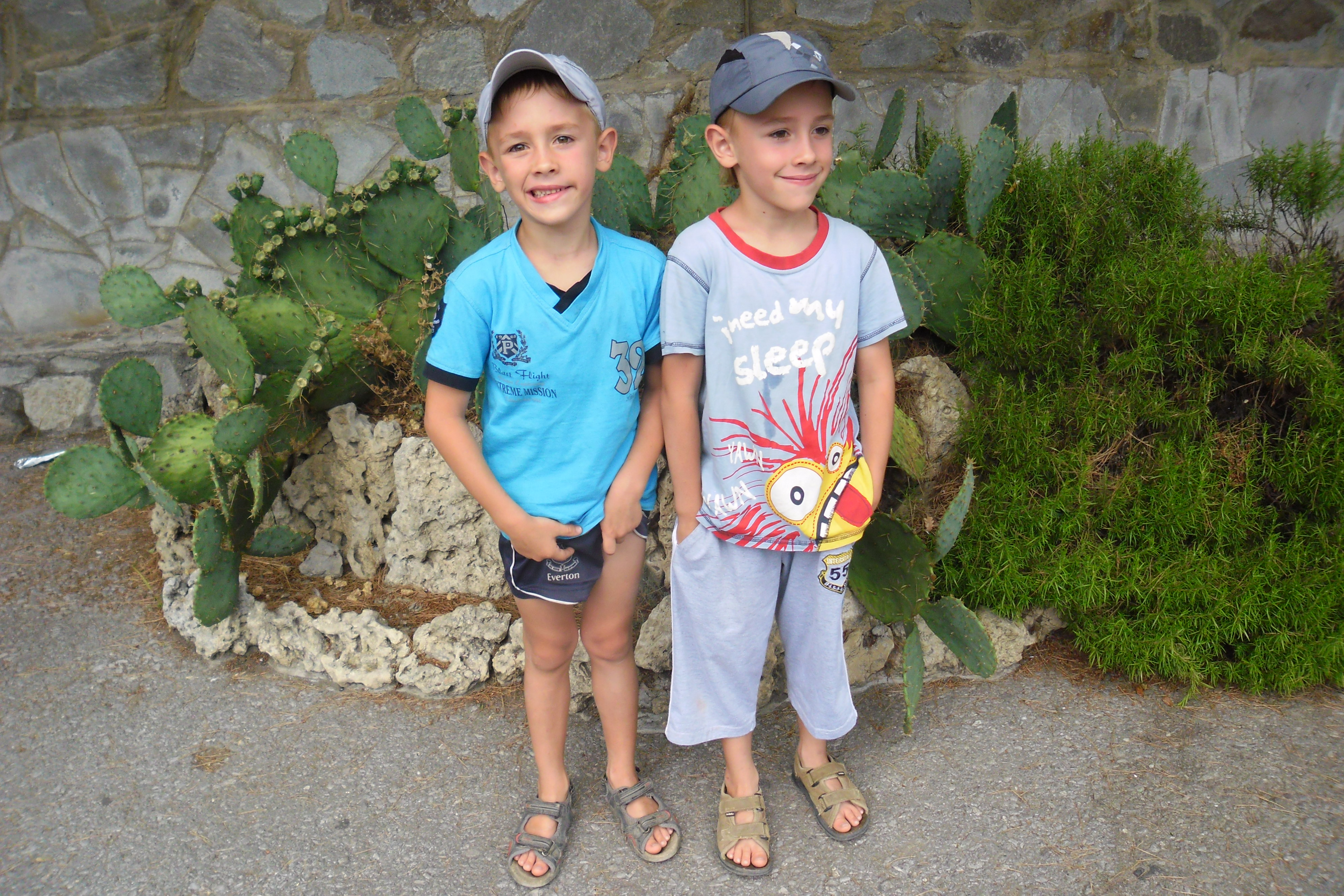
Українські близнята

Близнюќи (близня́та) — дві (зрідка більше) людини, народжені від однієї вагітності. Загальна частота народження близнят становить приблизно 1 %, з них близько 1/3 припадає на монозиготних близнят. Одна з кожних 83 вагітностей завершується близнятами. Двійнята народжуються приблизно в 1,2 % пологів, трійнята — в 0,01 %. 4—5 близнят народжуються дуже рідко. 
Причини народження близнят у людини, а також у тих тварин, у яких звичайно народжується одне маля, точно не встановлені. У багатьох випадках здатність до народження близнят є успадкованою.

## Види
Розрізняють однояйцевих та різнояйцевих близнят. Як однояйцеві, так і різнояйцеві близнята бувають не тільки двійнятами, але і трійнятами, аж до 9 дітей. Полярні[які?] близнята вкрай мало вивчені, але, ймовірно, можуть бути лише двійнятами. Зафіксовано випадки, коли в трійні народжувалися, наприклад, двоє однояйцевих близнят і один різнояйцевий.

### Однояйцеві близнята
Однояйцеві (монозиготні, ідентичні) близнята походять з однієї заплідненої яйцеклітини (зиготи), що розділяється на 2 або більше частин, які розвиваються як самостійні зародки однієї й тієї ж статі. Такі близнята завжди дуже схожі зовнішньо (їх важко розрізнити), оскільки мають ідентичний набір генів, і зазвичай мають велику емоційну прив'язаність одне до одного. Дослідження свідчать, що ідентичні близнята, які виховуються у різних середовищах, мають подібні риси особистості, манери, вибір роботи та інтереси. Ці відкриття додають аргументів твердженням, що доля поведінки людини генетично обумовлена.
При неповному розділенні яйця народжуються т. з. з'єднані близнята (сіамські близнята), які життєздатними бувають дуже рідко.
Ідентичні близнята не пов'язані з родинною спадковістю, а є скоріш аномалією, що трапляється при народженнях у відношенні 3 з кожних 1000 вагітностей у світі, незважаючи на етнічне походження.

### Різнояйцеві близнята
Двояйцеві (дизиготні, неідентичні) близнята розвиваються в тому випадку, якщо дві яйцеклітини запліднені двома сперматозоїдами. Природно, дизиготні близнята мають різні генотипи. Вони часто різної статі, схожі між собою не більш й не менше, ніж звичайні брати чи сестри, оскільки мають близько 50 % ідентичних генів. 
Дизиготні близнята не обов'язково зачаті під час одного статевого акту, різниця може складати до кількох днів. В окремих випадках дизиготні близнята можуть народитися від різних батьків. Це явище називається суперфекундація. Іноді дизиготні близнята мають загальну плаценту, яка зрослася.

## Близнята в традиціях народів світу
В індоєвропейській міфології близнята-брати називаються «дітьми бога неба» (Діоскури, Ашвіни, литовські й латвійські «сини бога»), піклуються про свою сестру — дочку сонця. У деяких індоєвропейських традиціях можна віднайти слід цього міфу (у хетів, древніх ірландців та індо-іранців), наприклад, в «Рігведі».
У християнстві відомо кілька святих близнят:
- чудотворці Кузьма і Дем'ян
- святі Гервасій і Протасій
- святі Марко і Марселіан
- святі Кріспін і Кріспініан
- святі Медард і Гільдард — обоє померли у 545 році[джерело?]
- святі Схоластика і Венедикт — свята Схоластика померла за 40 днів до смерті Венедикта.
- Найвідомішими близнятами є біблійні сини Ісаака і Ревеки, внуки Авраама — Яків і Ісав.

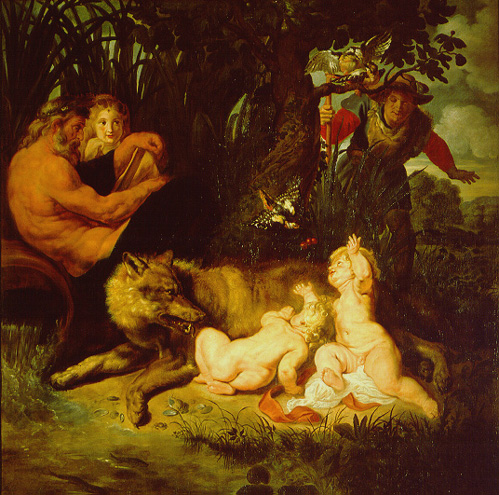
Рубенс: Ромул і Рем — міфічні близнята, засновники Рима

Інші відомі близнята в культурах народів світу:
- Кастор і Поллукс, знані теж як Діоскури, їх імена носять дві зірки в сузір'ї Близнят;
- Єлена Троянська та Клітемнестра, сестри-близнючки Кастора і Полюкса;
- Ромул і Рем, міфічні засновники Рима;
- Лава і Куша, близнята Рами і Сіти;
- Аполлон і Артеміда, син і дочка Зевса і Лето;
- Ішбаланке і Хунахпу — герої-близнята в міфології майя.

У багатьох культурах світу близнята розглядаються як божественні істоти. Так, серед західноафриканського народу Банґола близнят вважають дітьми Бога — їх матір називають Маньї, а батька Таньї. За традицією садять два ряди плантену за будинком, де близнята проживають. Близнят ховають у такий же манер, як фона (царя), сидячими на троні, але без посоха.

### В художній літературі
Український письменник Іван Липа написав казку «Близнята».

## Рекорди
- Найвищий відсоток близнят серед народжень зафіксований в бразильському місті Кандиду-Годой, яке іменують «Світовою столицею близнят».
- Моллі та Бенджамін Вест — різнояйцеві близнята зі США — народилися 1 січня і 30 березня 1996 року відповідно, що стало рекордною різницею при пологах[1].